# Geommu
Il termine geommu (검무?, 劍舞?) si riferisce all'insieme di danze della spada tipiche della Corea. La parola geom è il termine sino-coreano per indicare la spada, il termine mu, invece, è l'abbreviazione di muryeong, che significa danza. La danza è anche conosciuta col nome kalchum (칼춤?), composta dalle parole kal e chum, i due termini puro-coreani per riferirsi rispettivamente alle spade e alla danza.

## Storia

### Origine leggendaria
Esistono due leggende legate all'origine delle danze della spada, riportate nel Samguk yusa e nel Donggyeong japgi. Esse potrebbero testimoniare come la tradizione della danza della spada abbia avuto inizio, ma, come la maggior parte delle arti, ha subito cambiamenti in tutta la penisola.
Il riferimento più antico alla danza della spada è collegato ai hwarang e compare all'interno del Samguk yusa di Iryeon. La storia si svolge in un'epoca in cui il regno di Silla e quello di Baekje erano in conflitto e parla di un hwarang di sedici anni di nome Gwanchang, cavaliere esperto nel tiro con l'arco. Nell'anno 660 il padre lo mandò a combattere nel campo di battaglia avversario di Baekje. Lì Gwanchang fu catturato, risparmiato per la giovane età e rispedito nel campo di Silla. Il padre non era però contento perché i codici militari del periodo Silla richiedevano che un soldato morisse in battaglia o ritornasse a casa solo dopo aver ucciso il suo nemico. Egli quindi decise di inviare di nuovo il figlio nel campo nemico per vincere. Questa volta Gwanchang fu catturato e decapitato. Fu durante i funerali del ragazzo che i soldati eseguirono una danza della spada in sua memoria.
Nell'altra leggenda, un ragazzo di nome Hwang Chang del regno di Silla possedeva l'incredibile abilità di danzare con la propria spada. Danzava così bene che il re del regno rivale di Baekje lo invitò a corte per esibirsi. Il ragazzo finì per uccidere il re davanti all'assemblea reale, e fu ucciso a sua volta dai soldati di Baekje. Nel suo regno natale il re decise di onorarlo con danze con la spada che imitassero i movimenti di Hwang Chang e indossando maschere che assomigliassero al suo viso. 

### Etnografia
Al di là delle prime menzioni all'interno del Samguk yusa e del Donggyeong japgi, i primi riferimenti significativi si collocano tra la fine del XVII secolo e l'inizio del XVIII, secoli nei quali compaiono illustrazioni di danze della spada effettuate sia donne che uomini. La danza poteva essere eseguita a corte, ma anche in altri contesti. I primi documenti certi sulla danza della spada di Jinju risalgono al 1872, ma in essi i passi di danza vengono descritti in maniera approssimativa.
La prima descrizione dettagliata della danza è attribuita a un occidentale che viveva in Corea, Horace Newton Allen. Dalla descrizione, risalente al 1896, emergono le seguenti caratteristiche:
- Abiti voluminosi dai colori intensi con lunghe maniche;
- Acconciature dagli ornamenti vivaci;
- La danza è eseguita indossando dei calzini spessi, senza portare scarpe;
- Si tratta di un ballo che di solito è fatto da donne;
- Le ballerine fanno delle giravolte tra le spade poggiate sul pavimento;
- Mentre la musica diventa più vivace, le danzatrici si avvicinano alle spade e le prendono in mano;
- Con l'accelerare del ritmo, le spade sfrecciano nell'aria grazie al movimento aggraziato ma rapido delle ballerine;
- Le lame si muovono così velocemente da dare l'illusione di trafiggere chi danza, durante la performance.

## Costumi

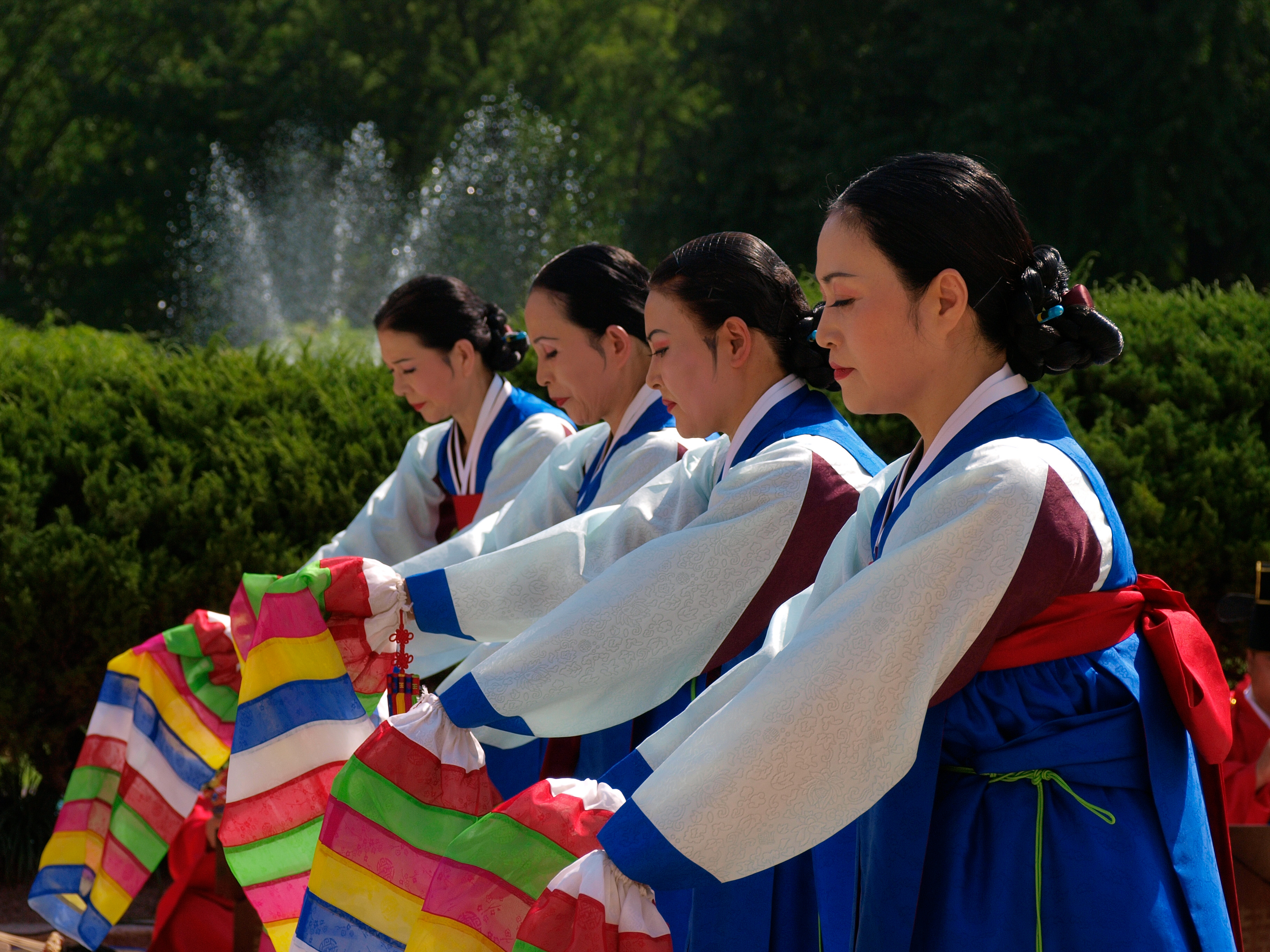
Donne coreane che eseguono la danza della spada. Si possono notare sia la gonna chima che la blusa jeogori, la fascia rossa hongtti e le maniche aggiuntive saektonghansam. Non indossano cappelli, ma i capelli sono raccolti in uno chignon, come da tradizione.

Gli abiti usati nella danza della spada sono prevalentemente di colore rosso e blu scuro. Alla base del costume vi è una lunga gonna chima e una blusa jeogori. La gonna è blu scuro mentre la blusa è di colore molto chiaro, tendente al bianco. Sopra di esse, si porta il jeonbok (una giacca in stile militare), la cui porzione esterna è dello stesso colore della gonna. Sopra il jeonbok, un'ampia fascia di colore rosso denominata hongtti o hongsaek jeondae è posizionata a livello del petto e legata con un largo fiocco che ricade dietro la schiena. 
Di solito, sul capo si indossa un cappello nero in stile militare che si chiama jeollip, contraddistinto da un orlo sottile, adornato con una nappa rossa. Esso è legato alla testa, sotto il mento del danzatore, dove pende una fila di perle rosse e gialle. Il cappello è assicurato meglio al capo tramite una fascia che passa attraverso la fronte e che è annodata dietro la testa. L'acconciatura riprende quella indossata dalle donne della corte reale: i capelli sono tirati indietro e raccolti in uno chignon sulla nuca. Le danzatrici indossano i calzini tradizionali della Corea, detti beoseon, spessi e bianchi. Esse, inoltre, hanno con sé un paio di maniche aggiuntive note con il nome di saektonghansam. Le maniche, piuttosto lunghe e legate attorno al polso, sono caratterizzate da un motivo a strisce, ciascuna delle quali di colore diverso.
Gli strumenti più importanti della danza sono le spade geom, caratterizzate da lame non affilate e abbastanza piccole (sono lunghe 22 centimetri e larghe 2). Tali strumenti sono costituiti da un materiale detto baektong, un misto di nichel e ottone bianco.

## Danza della spada di Jinju
La danza della spada di Jinju è stata designata come Patrimonio Culturale Intangibile nel 1967 dall'Amministrazione per l'eredità culturale. La sua storia è stata ricostruita in un volume pubblicato nel 1979, il Jinju sisa (Storia della città di Jinju, 진주시사?, 晉州市史?). Non ci sono certezze in merito alla sua origine: un'ipotesi probabile è che si sia sviluppata simultaneamente in più punti e che a un certo momento ci sia stata una commistione delle differenti versioni (questo spiegherebbe, tra l'altro, perché la danza della spada di Jinju presenta caratteristiche tipiche sia della musica folk che di quella di corte). La versione moderna viene eseguita in teatro unicamente per intrattenimento, ci sono otto danzatori e la coreografia è molto più breve rispetto a quella descritta nelle testimonianze storiche, secondo le quali era eseguita a corte o in altre cerimonie ufficiali ed era danzata da quattro persone.
A causa dell'occupazione giapponese, tra 1910 e 1945, questa danza non venne più tramandata. Tuttavia, negli anni Cinquanta Park Heonbong, uno dei maggiori promotori della cultura tradizionale coreana, chiese a otto donne di ricostruirla. Secondo quanto riportato da una delle danzatrici intervistate negli anni Duemila da Judy Van Zile, non fu particolarmente difficile perché era ancora molto viva nella memoria delle donne, che l'avevano danzata molte volte. Il ruolo di Park fu fondamentale per l'individuazione della danza Jinju Geommu come Patrimonio Culturale Intangibile.
In epoca moderna la danza si esegue al Jinju Muhyeong Munhwajae Jeonsu Hoegwan ed è insegnata in diversi studi privati di Jinju. Negli anni '80 la danza della spada di Jinju iniziò ad essere inclusa nel repertorio del National Gugak Center di Seul. Al di là delle manifestazioni sponsorizzate dal governo in quanto Patrimonio Intangibile, l'occasione più importante in cui la Jinju Geommu è eseguita è un rituale annuale che commemora una giovane donna coreana, Nongae. 
Nongae era una danzatrice di Jinju, città che era spesso teatro di guerre con i giapponesi e che spesso perdeva. Quando i giapponesi si impossessarono della città, alcuni generali si appropriarono della ragazza. Un giorno, durante una festa ella cominciò a piangere e quando le fu chiesto il motivo rispose che era triste per le sorti della propria gente (i coreani). Continuò poi dicendo che voleva mettere fine alla sua vita. Ella si gettò così da uno scoglio e approfittò del momento per fare cadere insieme a lei un generale giapponese, in modo da vendicare il proprio popolo. In seguito, una kisaeng di Jinju si impegnò a ballare la danza della spada per consolare lo spirito di Nongae: fu così che durante la dinastia Joseon, la corte reale riorganizzò la danza della spada, facendola eseguire dalle kisaeng. Successivamente, fu eretto un tempio nel luogo in cui Nongae si era tolta la vita. Inoltre, in sua memoria viene celebrato ogni anno il Festival "Nongae" di Jinju, in occasione del quale si balla anche la Jinju Geommu.

### Coreografia

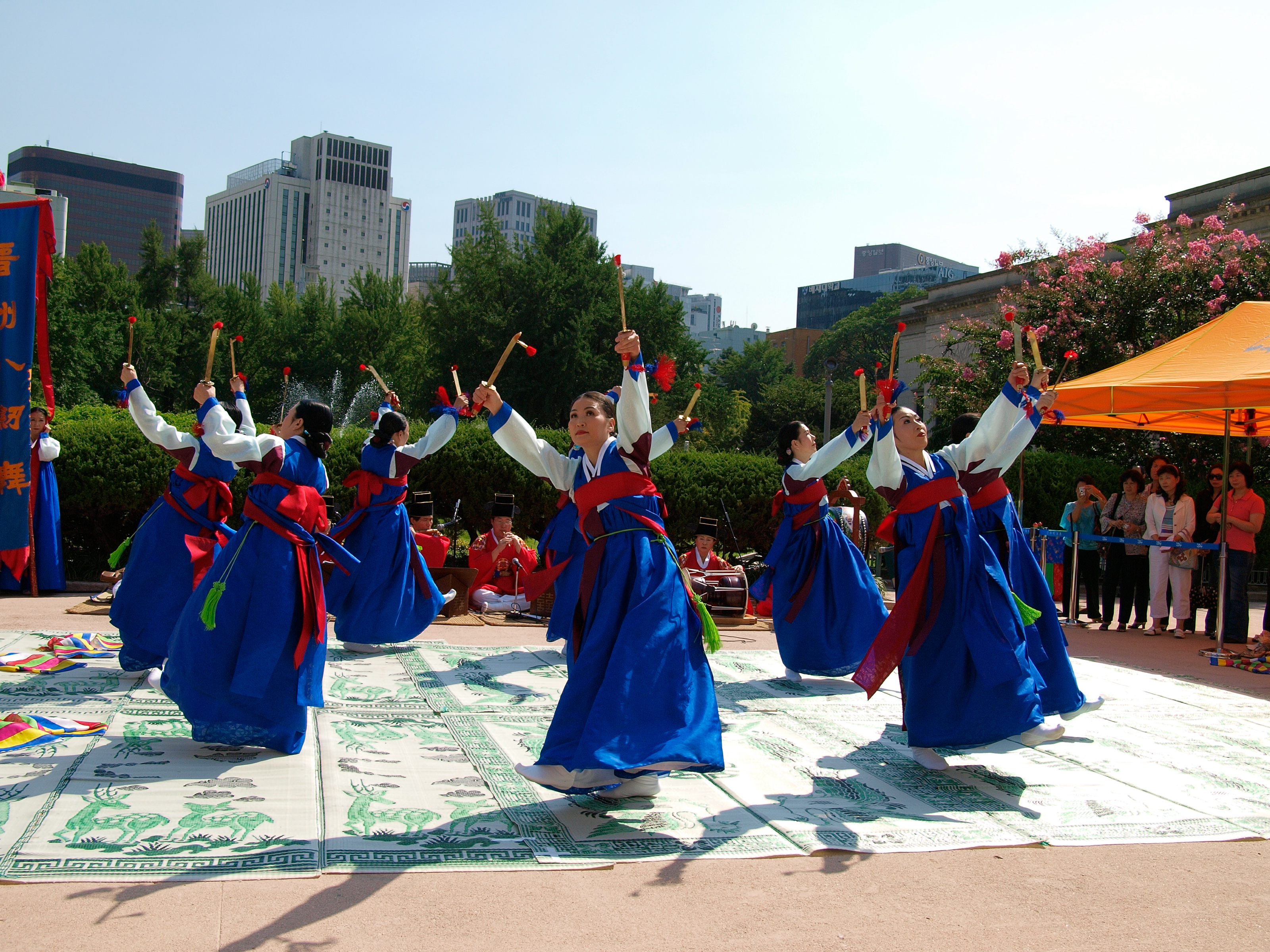
Donne coreane che eseguono la danza della spada in una disposizione a cerchio.

La danza Jinju Geommu è eseguita da otto danzatrici divise in due file da quattro persone. Oltre a indossare abiti da guerriero, le ballerine utilizzano, durante l'esibizione, le spade e delle maniche aggiuntive dai colori dell'arcobaleno.
Le ballerine danzano su vari ritmi, a partire dal dodeuri e proseguendo con le diverse versioni di taryeong (canzoni folk della tradizione coreana, dal ritmo lento). L'impiego delle lame è importante perché è mediante la superficie liscia e brillante del metallo che si riflettono le luci ed i colori. Nonostante l'importanza della spada, non sempre si prevede che rimanga nelle mani dei ballerini in quanto, in molte parti del ballo, essa rimane posata a terra. Diversi strumenti accompagnano l'esibizione tra cui il flauto piri, il bak, due diversi tipi di tamburo detti janggu e buk, e infine l'haegeum, un violino a due corde.
La danza comprende un ciclo di tre principali sezioni in cui ci si dispone in maniera differente sulla scena:
- Ipchum-sawi: le danzatrici si dividono in due file frontali e rimangono in piedi.
- Anjeon-sawi: partendo dalla precedente formazione, danzano inginocchiandosi sul pavimento.
- Yeongpungdae: formando un cerchio, le ballerine descrivono dei cerchi con la spada.